# Hospital Saint-Louis
L'Hospital Saint-Louis és un hospital de París, França. Va ser construït el 1611 per l'arquitecte Claude Vellefaux a petició d'Enric IV de França.
Avui, Hôpital Saint-Louis utilitza els seus locals històrics (dels quals es classifiquen com a monuments històrics) per a funcions administratives. Després de la dècada de 1980, es van fer noves incorporacions modernes per allotjar l’actual hospital i l’Hospital Docent. Les seves principals especialitats són la dermatologia i l’hematologia, així com l’oncologia. La Biblioteca de Dermatologia va ser fundada pel doctor Henri Feulard. L’hospital utilitza 2.500 persones, mil de les quals es troben en la professió mèdica. Acull l'Inserm Research Institute on Skin i la René Touraine Foundation.
Està en associació amb la Universitat París Cité.